# Francisca de Orléans-Longueville (1549-1601)

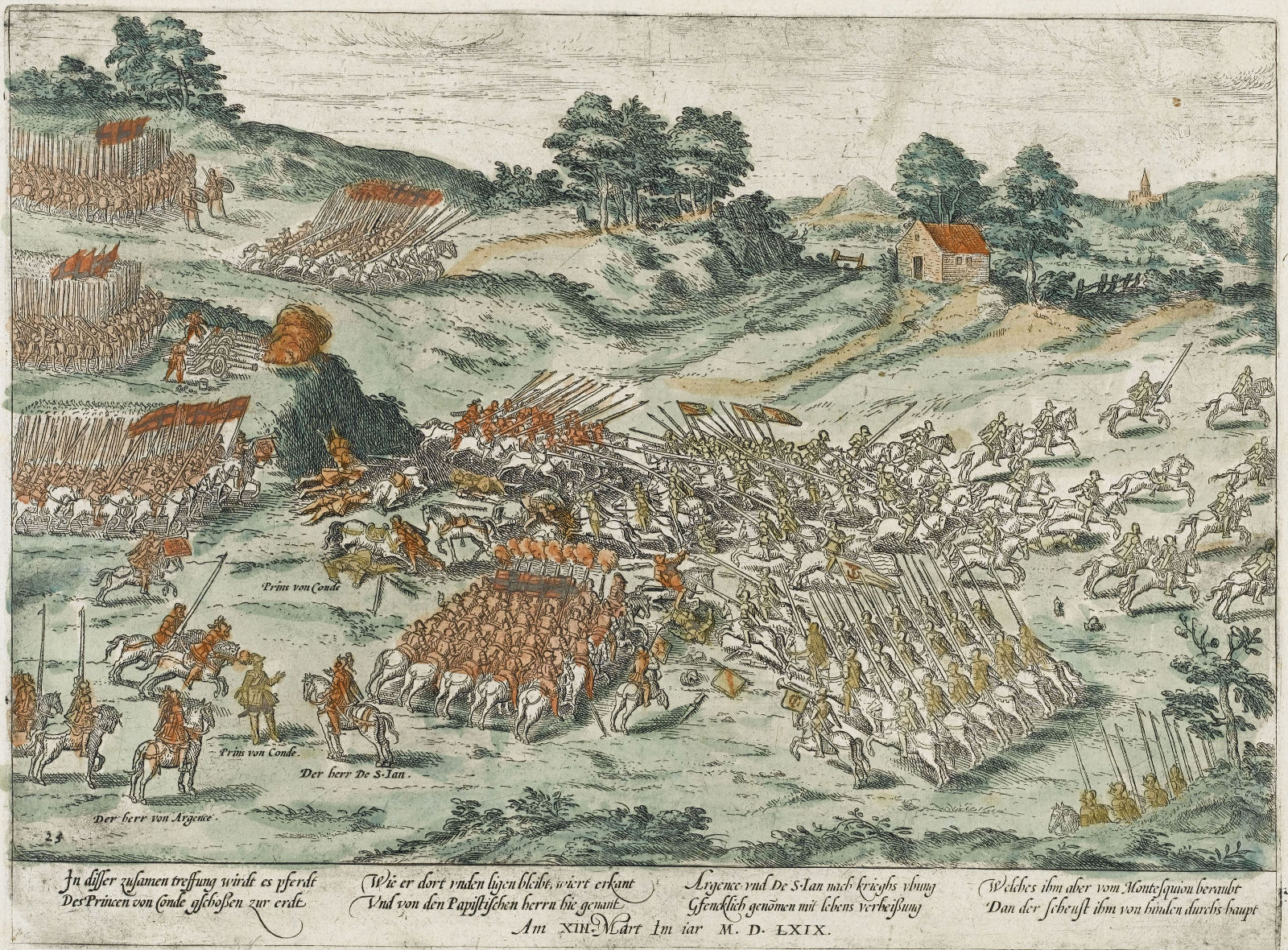
La Batalla de Jarnac, donde el marido de Françoise fue asesinado y el ejército hugonote derrotado por las fuerzas católicas.

Francisca de Orléans-Longueville, Princesa de Condé (Châteaudun 5 de abril de 1549-París, 11 de junio de 1601), fue la segunda esposa del príncipe Luis I de Borbón-Condé, líder protestante durante las guerras de religión.

## Primeros años de vida
Era la única hija del marqués Francisco de Orléans-Longueville y Jacqueline de Rohan-Gyé. Su padre había muerto el 25 de octubre de 1548, menos de seis meses antes de su nacimiento. Desde su nacimiento fue conocida como Mademoiselle de Longueville.
Sus abuelos paternos fueron Luis de Orleans, duque de Longueville, soberano conde de Neuchâtel, príncipe de Chatel-Aillon y la princesa Juana de Baden-Hochberg, soberana condesa de Neuchâtel y margravina de Rothelin, y sus abuelos maternos fueron Carlos de Rohan, Vizconde de Fronsac y Jeanne de Saint-Séverin.
Francisca tenía un hermano mayor, Leonardo, duque de Longueville, duque de Estouteville y Príncipe de sangre (1540-1573), que se casó, en 1563, con María de Estouteville (1539-1601), de quien tuvo descendencia, incluido Enrique. Él mismo, más tarde Duque de Longueville. El primo de Francisca, Francisco de Longueville era el medio hermano materno de María, reina de Escocia. Su tía materna, Claude de Thoury de Rohan, era amante del rey Francisco I de Francia.

### Matrimonio e hijos
El 8 de noviembre de 1565, se casó con el príncipe de Condé Luis de Borbón en el castillo de Vendôme, líder protestante y tío del futuro Enrique IV. De su matrimonio tuvo tres hijos, sin contar los otros tres del primer matrimonio de su marido, que se había casado con Leonor de Roye, fallecida en 1564.
- Carlos, conde de Soissons (3 de noviembre de 1566-1 de noviembre de 1612)[4], se casó con Ana de Montafié (1577-1644) y tuvo descendencia.[5]
- Luis de Borbón (1567-1569) murió en la infancia.
- Benjamín de Borbón (1569-1573) murió en la infancia.

El año antes de su matrimonio, la amante de Condé, Isabel de Limeuil , miembro del famoso escadron volant ("escuadrón volador") de la reina madre Catalina de Médicis, había dado a luz a un niño que, según ella, había sido engendrado por Condé, quien firmemente negó la acusación.

## Viudez
Al comienzo de la tercera guerra religiosa, Francisca se refugió en La Rochelle con su familia con la reina de Navarra Juana de Albret. Su marido, que comanda el ejército protestante, muere en acción el 13 de marzo de 1569, durante la Batalla de Jarnac que vio la derrota de los hugonotes ante el ejército real, por las fuerzas católicas dirigidas por el mariscal Gaspard de Saulx, el señor de Tavannes y el duque de Anjou, que más tarde gobernó como rey Enrique III. La reina Isabel I de Inglaterra, que era protestante, prometió prestar dinero a la facción hugonota; sin embargo, se pidió a Francisca que prometiera sus joyas como garantía.
Después de la guerra, se acercó a la corte y al cardenal de Borbón. Vive en Blandy y poco a poco se distancia del protestantismo. Es en su lugar donde tiene lugar la boda de su yerno Enrique I de Borbón-Condé con Marie de Clèves durante el verano de 1572. 
Como una de las confidentes más cercanas de Juana de Albret, Francisca atendió a Juana en su lecho de muerte. Después de la muerte de Juana, Francisca afirmó que "es una pérdida terrible para nosotros". Tras la Matanza de San Bartolomé, ella y su hijo se convierten al catolicismo sin oponer resistencia, y reparte su vida entre la corte y su castillo de Blandy.
Ella muere el 11 de junio de 1601 en París y fue enterrada en la Iglesia de la Cartuja de Nuestra Señora de la buena Esperanza, cerca de Gaillon.

## Títulos
- 5 de abril de 1549 - 8 de noviembre de 1565: Mademoiselle de Longueville.
- 8 de noviembre de 1565 - 13 de marzo de 1569: Su Alteza Serena, la Princesa de Condé, Princesa de Sangre.
- 13 de marzo de 1569 - 11 de junio de 1601: Su Alteza Serena, la Princesa de Condé Viuda, Princesa de Sangre.